# Commission scolaire au Québec
Une commission scolaire au Québec est une forme de gouvernement local québécois (Canada) chargé de l'enseignement préscolaire, primaire, secondaire, des centres d'éducation des adultes et des centres de formation professionnelle publics sur une portion de territoire déterminée et établi selon un régime linguistique qui lui est propre. 
Au Québec, depuis la réforme Marois mise en oeuvre en 1997, les commissions scolaires au Québec sont constituées en fonction de la langue d'enseignement des établissements qui la composent, soit principalement du français et parfois de l'anglais. Des exceptions existent : trois commissions scolaires jouissent d'un statut particulier et offrent en plus un enseignement en cri, en inuktitut ou bilingue français-anglais. Avant cette date, les commissions scolaires étaient organisées selon un système confessionnel avec des commissions catholiques et protestantes.   
Néanmoins, depuis le 15 juin 2020, une réforme de la gouvernance scolaire au Québec occasionne la suppression de la quasi-totalité des commissions scolaires, celles-ci sont remplacées par des centres de services scolaires. Seules les commissions scolaires anglophones et deux commissions scolaires à statut particulier subsistent et disposent toujours de commissaires élus.  
Avant la réforme de 2020, il existait au total 72 commissions scolaires, soit 60 de statut linguistique français, neuf de statut linguistique anglais et trois de statut linguistique particulier. 

## Histoire
Sous le régime du Canada-Uni, les premiers organismes dédiés à l'organisation des écoles sur un territoire spécifique sont établis par une loi qui entre en vigueur en janvier 1842,. Elles portent le nom de « conseil de district » et sont au nombre de 22.  Des commissaires élus sont chargés de les administrer. Ces structures ne sont pas confessionnelles, ce qui soulève une forte opposition de la part de la hiérarchie catholique, qui considère l'éducation comme un domaine qui lui appartient. Deux lois de 1845 et 1846 créent ce qui s'appelle désormais les « commissions scolaires », qui possèdent un pouvoir de taxation foncière obligatoire. Ces commissions sont établies dans chaque paroisse ou municipalité, ce qui fait que leur nombre devient très élevé : elles sont 350 vers 1850, 1 927 en 1948 et 1 361 vers 1960. Une volonté de regroupement voit le jour au cours des années 1920 : du côté protestant, une commission scolaire centrale est établie à Montréal en 1925, et du côté catholique, on regroupe de 1917 à 1928 les quelque quarante commissions scolaires du territoire montréalais.

### Évolutions lors de la Révolution tranquille
Il y a eu peu de changements fondamentaux dans la structure des commissions scolaires jusqu'au moment de la Révolution tranquille dans les années 1960. En 1961, une loi permet la création de commissions scolaires régionales, regroupant plusieurs commissions scolaires locales, dans le but d'améliorer l'enseignement secondaire. La même année est mise sur pied la commission Parent qui a comme mandat de faire des recommandations sur la réforme du système d'éducation du Québec. Son rapport, publié entre 1963 et 1966, aura plusieurs répercussions sur les commissions scolaires. 
En septembre 1964, avant même le dépôt final du rapport Parent, l'Opération 55 est lancée afin de créer 55 commissions scolaires régionales catholiques, plus neuf protestantes, afin d'améliorer l'enseignement secondaire. Ces structures dotées de plus de moyens que les commissions scolaires locales servent en particulier à gérer le nouveau réseau des écoles secondaires polyvalentes. Sur le territoire d'une commission scolaire régionale, il continue d'exister un certain nombre de commissions scolaires locales, responsables de l'enseignement primaire. Les fusions et les regroupements volontaires sont encouragés, mais restent peu nombreux. Au terme de l'Opération 55, il existe toujours plus de mille commissions scolaires, et c'est en 1971, avec l'adoption de la loi 27 puis de la loi 71 l'année suivante (celle-ci concernant la région de Montréal), que le réseau des commissions scolaires prend la forme et la taille qui sont demeurées durant les décennies suivantes. Les 1 100 commissions scolaires locales qui existent encore sont regroupées en 254 commissions scolaires locales ou intégrées, ce qui complète le processus de rationalisation amorcé par l'Opération 55,. Au cours du reste des années 1970 et des années 1980, l'effort de regroupement et d'intégration se poursuit afin de faire diminuer encore le nombre de commissions scolaires. Celles-ci sont au nombre de 217 en 1986-1987.
Au début des années 1980, d'autres réformes qui touchent les commissions scolaires sont entreprises. Un livre blanc parrainé par le ministre Camille Laurin est publié en 1982 et propose des changements qui favorisent une augmentation des pouvoirs de l'école et une diminution correspondante de ceux de la commission scolaire. Le projet de loi 40 allant en ce sens est déposé l'année suivante, mais il est retiré un peu plus tard par manque de consensus.

### Déconfessionnalisation et rationalisation budgétaire
À la place du projet de loi 40, le nouveau ministre de l'Éducation Yves Bérubé dépose la loi 3, adoptée en 1984, qui crée sur tout le territoire du Québec des commissions scolaires linguistiques plutôt que confessionnelles. Cette loi est cependant déclarée anticonstitutionnelle l'année suivante. Il faut attendre en 1988 pour que le ministre libéral Claude Ryan fasse adopter la loi 107, qui prévoit des commissions scolaires linguistiques, mais dont les articles qui touchent à ce sujet ne seront sanctionnés que lorsque l'imbroglio constitutionnel sera levé. 
Au début des années 1990, aux prises avec un important déficit budgétaire, le gouvernement du Québec décide de réduire sensiblement les subventions aux commissions scolaires. En contrepartie il les autorise à augmenter de façon importante les taxes scolaires pour combler leurs besoins financiers. Les compressions concernent en particulier les infrastructures et équipements scolaires pour lesquelles la pleine responsabilité est transférée aux commissions scolaires. En conséquence, le gouvernement réduit de 161 millions de dollars le financement du service de la dette des commissions au cours de l'année 1989-90,. Après avoir chuté drastiquement entre 1988 et 1989 (passant de 462 à 300 millions de dollars) le financement des infrastructures par le gouvernement atteint 407 millions de dollars en 1991-92 puis stagne dans les années suivantes autour de 410 millions de dollars.
Il faut attendre 1997 que la Chambre des communes accepte de modifier la constitution canadienne pour en retirer l'obligation faite au Québec de maintenir un système scolaire confessionnel, garantissant des écoles pour les catholiques et pour les protestants,. Cet amendement ouvre la voie à la création des commissions scolaires linguistiques en juillet 1998 et par conséquent à la diminution du nombre de commissions scolaires pour en arriver à 72 commissions scolaires, dont 60 francophones, 9 anglophones et 3 à statut particulier.

### Abolition des commissions scolaires en 2020
Le 1er octobre 2019, le ministre de l’Éducation, Jean-François Roberge, du gouvernement Legault, dépose le projet de loi 40, modifiant principalement la Loi sur l'instruction publique relativement à l'organisation et à la gouvernance scolaires. Le projet de loi prévoit une mise en place de la nouvelle gouvernance en février 2020.
Ce projet a pour objet l'abolition des élections scolaires francophones et la transformation des commissions scolaires en 70  centres de services scolaires (CSS) gérés par des conseils d’administration (CA). Ceux-ci compteraient 16 membres : 8 seraient des parents d'élèves, 4 seraient des représentants de la communauté et 4 seraient des membres du personnel. En parallèle, chaque école conserverait son conseil d'établissement, sur lequel siègeraient 12 membres.
Le projet de loi garderait toujours en vigueur les élections scolaires pour les 12 établissements anglophones et de statut particulier de la province.
Après de longs débats, la loi sur la réforme des commissions scolaires est adoptée sous bâillon le 7 février 2020,. Un amendement de dernière minute fait en sorte que le mandat des commissaires d'école est abrogé dès la sanction de la loi, le 8 février, au lieu du 29 février comme prévu initialement.
La Fédération des commissions scolaires du Québec et les conseils des commissaires ont tenté de défendre les commissaires élus, mais en vain. Les municipalités n'ont pas adopté de résolution favorisant le maintien de ce gouvernement de proximité. Elles n'ont même rien voulu savoir de jumeler leurs élections municipales et les élections scolaires pour favoriser une plus grande participation.

## Regroupement
Un seul regroupement de commissions scolaires existe au Québec, soit l'Association des commissions scolaires anglophones du Québec qui regroupe les commissions scolaires de langue anglaise.
Avant la réforme de 2020, il existait également la Fédération des commissions scolaires du Québec (FCSQ) qui regroupait les 57 commissions scolaires de langue française. Créée en 1947 sous le nom de Fédération des commissions scolaires catholiques du Québec (FCSCQ), l'association change de nom en 1991. À la suite de cette réforme, lors de l'abolition des commissions scolaires francophones, la FCSQ devient la Fédération des centres de services scolaires du Québec (FCSSQ).

## Taxe scolaire
Chaque commission perçoit une taxe scolaire sur la propriété, à l'exception de Montréal où la taxe est homologuée et prise en charge par le Comité de gestion de la taxe scolaire de l'île de Montréal.

## Liste des commissions scolaires
Un total d'onze commissions scolaires subsistent au Québec après la réforme de la gouvernance scolaire de 2020, soit neuf de régime linguistique anglais et deux à statut particulier. En voici la liste :
- Commission scolaire Central Québec
- Commission scolaire crie
- Commission scolaire Eastern Shores
- Commission scolaire Eastern Townships
- Commission scolaire English-Montréal
- Commission scolaire Kativik
- Commission scolaire Lester-B.-Pearson
- Commission scolaire New Frontiers
- Commission scolaire Riverside
- Commission scolaire Sir-Wilfrid-Laurier
- Commission scolaire Western Québec